# Sylvia Blanco
Sylvia Blanco (San Juan, Puerto Rico, 1943) es una artista, escultora y ceramista puertorriqueña. Fue fundadora del grupo de ceramistas 'MANOS' e integrante activa de la Asociación de Mujeres Artistas de Puerto Rico. Su obra escultórica ha sido premiada en certámenes internacionales como el Concorso Internazionalle della Ceramica Artística, Faenza, Italia y el Il Sujestki Triennale Male Keramike en Zagreb, Yugoslavia.

## Trayectoria
Sylvia Blanco estudió arte en el Instituto de Cultura Puertorriqueña, completó un Bachillerato en Administración de Empresas en la Universidad de Puerto Rico en el año 1964 y fue integrante activa del Estudio Caparra de Cerámica entre los años 1972 a 1976. 
Blanco fue artista invitada de la Segunda Bienal de La Habana, Cuba en el 1984. Su obra escultórica ha sido exhibida en espacios como el Museo de Arte Moderno de América Latina de la Organización de Estados Americanos; el Museum of Fine Arts, Springfield, Massachusetts; el Museo de Arte de Newark de New Jersey; el Ateneo Puertorriqueño; el Museo de Arte Contemporáneo de Puerto Rico; y el Centro de Arte Euroamericana en Caracas, Venezuela. Su obra es parte de colecciones públicas y privadas en Puerto Rico, Estados Unidos, Italia y Yugoslavia. 
Fue directora de la Facultad de Escultura de la Escuela de Artes Plásticas de Puerto Rico desde el 1988 al 1991, y miembro de la Junta Directiva de la Liga de Estudiantes de Arte de San Juan, Puerto Rico en el 1989. 
Fue presidenta de la Asociación de Mujeres Artistas de Puerto Rico en el año 1993.
Blanco formó parte de la Facultad de la Liga de Estudiantes de Arte de San Juan entre los años 1981 a 1988, de la Facultad de la Escuela de Artes Plásticas del Instituto de Cultura Puertorriqueña entre los años 1987 al 1989, y de la Facultad de la Universidad Interamericana de Puerto Rico entre los años 1983 a 1985.

## Premios y distinciones
- 1996 
  - Mención de Honor en la Quinta Bienal de Cerámica, Casa Candina, San Juan, Puerto Rico

- 1988 
  - Mención de honor en la 1a Bienal de la Cerámica Contemporánea Puertorriqueña, Museo de Arte e Historia, San Juan, Puerto Rico

- 1987
  - Premio Adquisición, Il Sujestki Triennale Male Keramike, Zagreb, Yugoslavia
  - Premio de Excelencia en las Artes Plásticas, Asociación de Productos de Puerto Rico

- 1986
  - Premio de Adquisición, 44 Concorso Internazionalle della Ceramica Artística, Faenza, Italia
- 1984
  - Dama Distinguida en la Rama de Artes Plásticas, Cámara de Comercio de Puerto Rico
  - Artista invitada a la II Bienal de La Habana, Cuba
- 1983
  - Premio de Adquisición, 41 Concorso Internazionalle della Ceramica Artistica, Faenza, Italia
  - Primer Premio Escultura Certamen del Ateneo Puertorriqueño, San Juan, Puerto Rico
- 1979
  - Comisionada para realizar Escultura Conmemorativa de los VIII Juegos Centroamericanos del Caribe

## Exhibiciones individuales
- 1998 
  - El barro en las manos, Museo de Arte e Historia de San Juan, Puerto Rico
- 1992 
  - Exhibición de obra reciente, Museo de Arte e Historia de San Juan, Puerto Rico
- 1991 
  - Pájaros, El fénix de Puerto Rico
- 1989 
  - Exhibición de obra reciente, Galería Botello, Plaza Las Américas, Hato Rey, Puerto Rico
- 1986 
  - Saludo al encuentro de ceramistas contemporáneos de América Latina, Galería Liga de Estudiantes de Arte, San Juan, Puerto Rico
- 1984 
  - Exhibición de obra reciente, Ateneo Puertorriqueño, San Juan, Puerto Rico
- 1983 
  - Exhibición de obra reciente, Galería Botello, Plaza Las Américas, Hato Rey, Puerto Rico
- 1982 
  - Exhibición de obra reciente, Galería San Jerónimo, San Juan, Puerto Rico
- 1978 
  - Galería Manos, Centro de Convenciones, San Juan, Puerto Rico

## Exhibiciones colectivas
- 1999 
  - VI Bienal de Cerámica de Casa Candina, Museo de Arte Contemporáneo de Puerto Rico
  - Maestros y Alumnos: Tres Generaciones, Consejo de Educación Superior de Puerto Rico
  - Pequeño Formato de Gal Luiggi Marrozzini, Museo Las Américas, San Juan, Puerto Rico
  - 100 Años Después..., Instituto de Cultura Puertorriqueña, San Juan, Puerto Rico

- 1998 
  - Cerámica Puertorriqueña, Today/Hoy, Clay Studio, Philadelphia, P. A.
  - Facultad Escuela de Artes Plásticas de Puerto Rico, Galería, San Juan
  - El Baro en las manos (con Santiago y Gralau), Museo de Arte e Historia de San Juan
  - Siete Evas y un Adán, Mon Petit Art Gallery, San Juan, Puerto Rico
  - Cerámica Puertorriqueña Hoy. Clay Studio, Taller Puertorriqueño, Philadelphia, P. A.

- 1997
  - Facultad de Escuela de Artes Plásticas de Puerto Rico, Museo de Arte e Historia, San Juan
  - Intercambio 3, Centro Cultural Alfa de Monterrey, México
  - Trienal de Cerámica, Zagreb

- 1996
  - La Maleta, Museo de Arte Contemporáneo de Puerto Rico

- 1993
  - Cerámica Puertorriqueña Hoy, Museo de Arte e Historia de San Juan
  - Muestra Nacional, Museo del Arsenal de la Puntilla del Instituto de Cultura Puertorriqueña, San Juan, Puerto Rico

- 1992
  - Nuestro Autorretrato Museo de Arte Contemporáneo de Puerto Rico

- 1991
  - Exhibición paralela a la Exposición internacional por el fin del hambre en el mundo, Chase Manhattan Bank, Hato Rey, Puerto Rico
  - Hilvanando Imágenes, Colectiva de Mujeres Artistas de Puerto Rico
  - 9/9 Imprimiendo, Galería de la Liga de Estudiantes de Arte de San Juan

- 1990
  - La cerámica en auge, desde Puerto Rico, Centro de Arte Euroamericana, Caracas, Venezuela

- 1989
  - Mujeres Artistas: protagonistas de los ochenta, Museo de Arte Contemporáneo de Puerto Rico

- 1988.
  - Growing Beyond: Women Artists from Puerto Rico, Museo de Arte Moderno de América Latina, Organización de los Estados Americanos (OEA), Washington D. C., Museo del Barrio, Nueva York; Galería Caribe, San Juan, Puerto Rico

- 1987 
  - II Bienal de La Habana Cuba
  - Trienal Mundial de Cerámica Pequeña, Zagreb, Yugoslavia, 1987

- 1986 
  - Balossi/Blanco, Cerámica, Galería Liga Estudiantes de Arte de San Juan, Puerto Rico
  - Encuentro de Ceramistas Contemporáneos de América Latina, Exhibición Itinerante, Museo de Arte de Ponce, Puerto Rico
  - Congreso de Artistas Abstractos de Puerto Rico, Instituto de Cultura Puertorriqueña
  - Barro y fuego, Instituto de Cultura Puertorriqueña

- 1984
  - Cerámica Contemporánea Puertorriqueña, Colegio Universitario de Cayey y Galería Oller, Universidad de Puerto Rico

- 1983 
  - Arte Actual Puerto Rico, Chase Manhattan Bank, Hato Rey, Puerto Rico
  - Women Artists of Puerto Rico, Cayman Gallery
- 1980-1981
  - Sculpture in Clay from Puerto Rico, Museum of Fine Arts, Springfield, MA

- 1979
  - Concorso Internazionalle della Ceramica Artistica, Faenza, Italia

## Colecciones
- Museo de Arte de Ponce, Ponce, Puerto Rico
- Centro de Bellas Artes, San Juan, Puerto Rico
- Instituto de Cultura Puertorriqueña, Colección de Artes Populares, San Juan, Puerto Rico
- Museo della Cerámica, Faenza, Italia
- Instituto d'Arte per la Cerámica de Castelli, Teramo, Italia
- Colección Mimara, Zagreb, Yugoslavia